# CoRoT-7b
CoRoT-7b (voorheen COROT-Exo-7b genoemd) is een exoplaneet ontdekt op 3 februari 2009 door de Franse COROT-missie die rond de ster COROT-7 draait. Het was ten tijde van de ontdekking (februari 2009) de kleinst bekende exoplaneet met een diameter van 1,7 keer die van de aarde. De planeet met een massa van 4,8 aardes maakt zeer kleine rondjes rond zijn ster en heeft een omlooptijd van slechts 20 uur. De ster waar de planeet omheen draait is iets kleiner dan onze zon en is 489 lichtjaar ver weg.
CoRoT-7b heeft een zeer lage temperatuur van 60 K aan de nachtzijde en een zeer hoge temperatuur van 2.500 K aan de dagzijde. Misschien verdampt gesteente aan de "dagzijde" van CoRoT-7b, om aan de "nachtzijde" vervolgens als regen terug te keren op het oppervlak. Door de excentriciteit van de baan om zijn ster vervormt de planeet zo sterk dat er sprake is van enorme vulkanische activiteit. Waarschijnlijk gaat de gehele planeet schuil onder lava. Leven is onder dergelijke omstandigheden nagenoeg onmogelijk. CoRoT-7b lijkt daarom meer op Jupiters maan Io dan op de Aarde.